# Đại học Kinh doanh và Công nghệ Trùng Khánh
Đại học Kinh doanh và Công nghệ Trùng Khánh (giản thể: 重庆工商大学; phồn thể: 重慶工商大學; bính âm: chóng qìng gōng shāng dà xué) là một trường đại học công lập ở quận Nam Ngạn, Trùng Khánh, Trung Quốc. Trường được hình thành bởi sự hợp nhất của Trường Kinh doanh Trùng Khánh và Đại học Vũ Châu vào năm 2002.